# Pfeilfangnetz

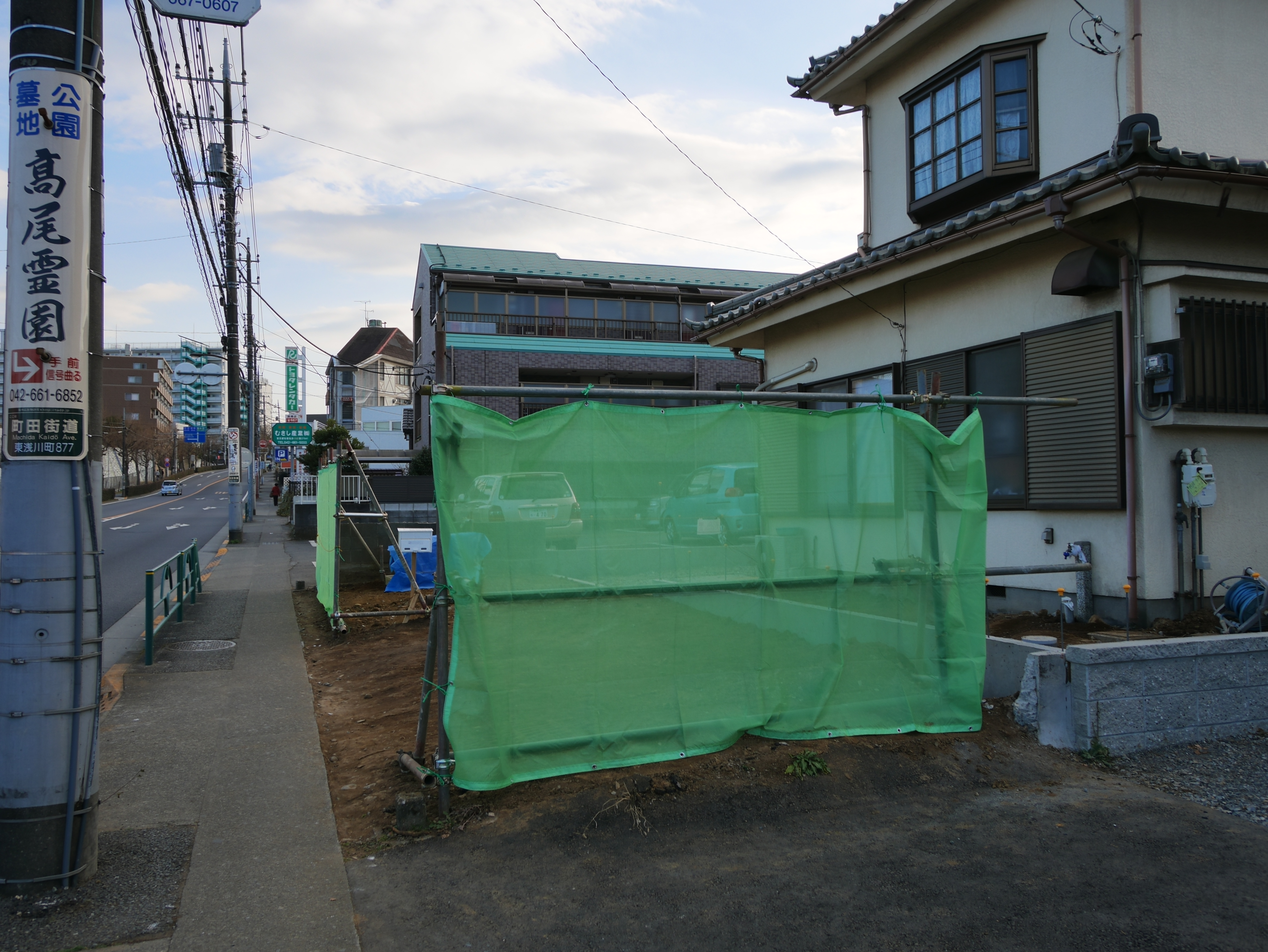
Grünes feinmaschiges Netz mit Ösen. Pfeilfangnetze sehen ähnlich aus.

Pfeilfangnetze sind engmaschine Netze aus Kunstfasern, die beim Bogenschießen zum Auffangen der Pfeile verwendet werden, besonders wenn durch unübersichtliches Gelände oder Bewuchs das Wiederfinden an der Zielscheibe vorbei geschossener Pfeile erschwert ist oder wenn es zu Sachschäden kommen kann (zum Beispiel beim Schießen in einer Sporthalle).
Als direkter Schutz von Personen ist das Netz nicht zulässig, da man unter ungünstigen Umständen hindurch oder darüber hinweg schießen kann.
Die meist grünen oder weißen Pfeilfangnetze werden als meist 2,70 m breit liegende Meterware mit Ösen am oberen Rand in verschiedenen Stärken verkauft und an einem Stahlseil aufgespannt. Das Netz muss dabei der Stärke des Bogens angemessen sein und unbedingt in ausreichendem Abstand zur Wand lose in Falten hängen, da es sonst durchschossen werden kann.
Die Wirkung des Netzes besteht in der Umwandlung der kinetischen Energie des Pfeils in Wärme (elastische Dehnung des Netzes) und potentielle Energie (Auslenkung des Netzes).